# A orillas del río Piedra me senté y lloré
A orillas del río Piedra me senté y lloré es una novela escrita por Paulo Coelho, publicada en 1994. Es la primera parte en la trilogía de Coelho "En el séptimo día"; las otras dos partes son Verónika decide morir y El demonio y la señorita Prym. Cada parte de la trilogía narra una semana en la vida de una persona ordinaria a quien le ocurre algo extraordinario.

## Resumen del argumento
La historia se centra en Pilar, una joven independiente, que se siente frustrada por la vida rutinaria de la universidad y decide buscarle otro significado a su vida. La vida de Pilar da un vuelco cuando se encuentra con un amigo de su infancia, que ahora es un maestro espiritual y del que se rumora que realiza milagros y curaciones. El libro narra el viaje de ambos a través de los Pirineos franceses.

## Traducciones
A orillas de río Piedra me senté y lloré se ha publicado en 44 idiomas diferentes: albanés, alemán, árabe, armenio, azerí, búlgaro, catalán, coreano, croata, checo, chino (complejo), chino (simplificado), danés, eslovaco, esloveno, español, estonio, farsi, finlandés, francés, georgiano, griego, hebreo, hindi, húngaro, indonesio, inglés, italiano, japonés, letón, lituano, macedonio, malayalam, neerlandés, polaco, portugués, rumano, ruso, serbio,  sueco, turco, ucraniano y vietnamita.